# الوليدية (الوليدية)
الوليدية هي إحدى مشيخات المملكة المغربية، تتبع جغرافيا  وإداريًا للجماعة القروية الوليدية، التي تتبع بدورها ل دائرة الزمامرة و لإقليم سيدي بنور. يقدر عدد سكان هذه المشيخة بـ 9607 نسمة حسب الإحصاء الرسمي للسكان والسكنى لسنة 2004.